# Thomas Jefferson Foster
Thomas Jefferson Foster (* 11. Juli 1809 in Nashville, Tennessee; † 12. Februar 1887 im Lawrence County, Alabama) war ein Offizier und prominenter Politiker der Konföderierten Staaten während des Sezessionskrieges. Er diente zwei Amtsperioden im Konföderiertenkongress. Man wählte ihn später auch in den US-Kongress, jedoch wurde ihm dort sein Sitz aberkannt.

## Werdegang
Thomas Jefferson Foster war der Sohn von Ann Slaughter Hubbard (1770–1850) und Robert Coleman Foster (1769–1844), Präsident des Senats von Tennessee. Im Alter von 24 Jahren heiratete er am 30. Oktober 1833 Virginia Prudence Watkins (1816–1837), Tochter eines wohlhabenden Plantagenbesitzers im Lawrence County in Alabama. Das Paar ließ sich in Courtland nieder, wo Foster ein Vermögen auf seiner eigenen Plantage erwirtschaftete. Sie hatten einen Sohn, welcher im Kindesalter verstarb. Nach dem Tod seiner Frau heiratete er am 28. März 1841 im Lauderdale County Elizabeth Jane Hood (1820–1896). Das Paar hatte drei gemeinsame Kinder: James Hood (1843–1884), Robert Coleman (1845–1905) und Annie (* 1847).
Nach der Sezession von Alabama hob Foster das 27. Alabama aus, ein Infanterieregiment in der Konföderierten Armee und fungierte dort als deren erster Colonel. Er war maßgeblich am Bau von Fort Henry beteiligt zwecks Verteidigung des Tennessee Rivers. Anschließend diente er dort unter General Lloyd Tilghman bis zu der Kapitulation gegenüber dem Unionsgeneral Ulysses S. Grant. Danach saß er als Abgeordneter aus Alabama im ersten und zweiten Konföderiertenkongress, wo er als „graceful orator and skillful debater“ bekannt wurde. Während seiner Zeit im Konföderiertenkongress diente er im Committee on Territories and Public Lands und des Committee on Accounts.
1865 wurde er in den US-Kongress gewählt, aber als Folge der Politik der Radical Republicans und der Reconstruction wurden ehemaligen Konföderierten wie Foster ihre Kongresssitze aberkannt.

## Trivia
Foster war in dritter Ehe mit einer Mrs. Longshaw verheiratet.